# Naturschutzgebiet Oberes Frommecketal
Das Naturschutzgebiet Oberes Frommecketal ist ein 6,62 ha großes Naturschutzgebiet (NSG) in der Gemeinde Kierspe im Märkischen Kreis in Nordrhein-Westfalen. Das NSG wurde 2003 vom Kreistag des Märkischen Kreises mit dem Landschaftsplan Nr. 7 Kierspe ausgewiesen.

## Gebietsbeschreibung
Bei dem NSG handelt es sich um den Tal- und Quellbereich des Baches Frommecke sowie einige angrenzende Wald- und Grünlandbereiche. Die Wald- und Grünlandbereiche sind feuchter bis nasser Ausprägung. In den feuchten bis nassen Waldbereichen stocken Bach-Erlen-Eschenwald, Erlen-Sumpfwald und Moorbirken-Bruchwald. Im Quellbereich befindet sich ein Hangmoor. An den Unterhängen befindet sich Hainsimsen-Buchenwald.

## Schutzzweck
Das Naturschutzgebiet wurde zur Erhaltung und Entwicklung eines Tal- und Quellbereich mit Grünland und Wald als Lebensraum gefährdeter Tier- und Pflanzenarten ausgewiesen. Wie bei anderen Naturschutzgebieten in Deutschland wurde in der Schutzausweisung darauf hingewiesen, dass das Gebiet „wegen der landschaftlichen Schönheit und Einzigartigkeit“ zum Naturschutzgebiet wurde.